# Dwór w Żarskiej Wsi
Dwór w Żarskiej Wsi – dwór został wzniesiony na przełomie XVII i XVIII wieku, przebudowano go w 1923 roku, a w 1973 roku został wyremontowany. Obecnie pełni funkcje mieszkalne.

## Położenie
Dwór położony jest w zachodniej części Żarskiej Wsi, w Polsce, w województwie dolnośląskim, w powiecie zgorzeleckim, w gminie Zgorzelec.

## Historia
Dwór w Żarskiej Wsi został wzniesiony na przełomie XVII i XVIII wieku. Obiekt został przebudowany w 1923 roku, w 1973 roku został wyremontowany. Obecnie pełni funkcje mieszkalne.

## Architektura
Dwór jest dwukondygnacyjną budowlą wzniesioną na planie prostokąta, nakrytą dachem czterospadowym z mansardą. Prostokątne okna są ujęte w opaski. Obok dworu znajdują się zabudowania gospodarcze.